# Světový pohár v ledolezení
Světový pohár v ledolezení (IWC, anglicky UIAA Ice Climbing Worldcup) je série závodů v ledolezení, které vyhlašuje a organizuje Mezinárodní horolezecká federace (UIAA). Lezci soutěží v následujících dvou disciplínách: obtížnost a rychlost (obdobně jako u sportovního lezení). Počet závodů se každoročně liší podle dispozic pořadatelských zemí. V Česku zastřešuje (letní i zimní) soutěžní lezení Český horolezecký svaz. Podle podmínek se leze zpravidla na umělé konstrukci zaledované, dřevěné (s umělými či kamennými chyty) nebo z kombinovaných profilů. Jde o ledolezení, drytooling či kombinaci obou stylů lezení se specializovanými cepíny v rukou a mačkami na nohou.
Závody jsou pořádané v zimním období (prosinec-březen). Součástí několikadenního ledolezeckého festivalu může být mimo závod světového poháru a doprovodné akce také závod kontinentálního šampionátu (mistrovstvím Evropy, Asie, Severní Ameriky) nebo juniorské MS, vybraná kola SP v určené disciplíně jsou zároveň mistrovstvím světa v ledolezení na obtížnost nebo rychlost.
Mezinárodní horolezecká federace mimo jinou činnost zpočátku pořádala také mezinárodní závody ve sportovním lezení (na umělých stěnách), později pro pořádání závodů v těchto letních disciplínách (obtížnost, rychlost a bouldering) vznikla samostatná Mezinárodní federace sportovního lezení (IFSC).
V roce 2021 (zimní sezóna 2020/2021) se konal pouze 1 závod v Kirově, v letech 2021 a 2022 se další závody světového poháru nekonaly z důvodu pandemie covidu-19, další závody proběhly až v roce 2023.

## Bodování světového poháru
Závodníci dostávají body za umístění v jednotlivých závodech dle následujícího klíče (stejně jako při závodech světového poháru ve sportovním lezení). V případě většího počtu závodů je předem oznámeno, kolik nejhorších výsledků (1-2) se škrtá.
| Umístění | 1   | 2  | 3  | 4  | 5  | 6  | 7  | 8  | 9  | 10 | 11 | 12 | 13 | 14 | 15 | 16 | 17 | 18 | 19 | 20 | 21 | 22 | 23 | 24 | 25 | 26 | 27 | 28 | 29 | 30 |
| -------- | --- | -- | -- | -- | -- | -- | -- | -- | -- | -- | -- | -- | -- | -- | -- | -- | -- | -- | -- | -- | -- | -- | -- | -- | -- | -- | -- | -- | -- | -- |
| Body     | 100 | 80 | 65 | 55 | 51 | 47 | 43 | 40 | 37 | 34 | 31 | 28 | 26 | 24 | 22 | 20 | 18 | 16 | 14 | 12 | 10 | 9  | 8  | 7  | 6  | 5  | 4  | 3  | 2  | 1  |

## Češi na SP
Česká reprezentace se pravidelně objevuje na závodech světových pohárů v ledolezení, mezi současné nejlepší české i světové ledolezkyně patřila na závodech světového poháru několik let také Mistryně ČR Lucie Hrozová, která byla v celkovém hodnocení světového poháru v roce 2011 druhá. Na její úspěchy navázala Aneta Loužecká.

## Výsledky

### Muži obtížnost
| Rok     | Vítěz                            | 2. místo         | 3. místo                        | Další pořadí              | Závodníků |
| ------- | -------------------------------- | ---------------- | ------------------------------- | ------------------------- | --------- |
| SP 2000 | Will Gadd                        | neznámá vlajka   | neznámá vlajka                  | Česko                     |           |
| SP 2001 | Daniel Du Lac                    | neznámá vlajka   | neznámá vlajka                  | Česko                     |           |
| SP 2002 | Dmitrij Byčkov Harald Berger (1) | neznámá vlajka   | neznámá vlajka                  | Česko                     |           |
| SP 2003 | Harald Berger (2)                | Alexej Tomilov   | Dmitrij Byčkov                  | —                         | 30?       |
| 2004    | —                                | —                | —                               | —                         | —         |
| 2005    | —                                | —                | —                               | —                         | —         |
| SP 2006 | Harald Berger (3)                | Simon Wandeler   | Markus Bendler                  | 14. Jiří Pelikán          | 86        |
| SP 2007 | Jevhen Kryvošejcev               | Markus Bendler   | Alexej Tomilov                  | 31.-34. Stanislav Hovanec | 54        |
| SP 2008 | Simon Anthamatten                | Markus Bendler   | Jevhen Kryvošejcev              | 30.-31. Stanislav Hovanec | 45        |
| SP 2009 | Markus Bendler (1)               | Pak Hi-jong      | Alexej Tomilov                  | —                         | 48        |
| SP 2010 | Markus Bendler (2)               | Pak Hi-jong      | Maxim Tomilov                   | 44.-49. Lukáš Pálka       | 56        |
| SP 2011 | Pak Hi-jong (1)                  | Maxim Tomilov    | Markus Bendler                  | —                         | 65        |
| SP 2012 | Maxim Tomilov (1)                | Alexej Tomilov   | Pak Hi-jong                     | 23. Mirek Matějec         | 74        |
| SP 2013 | Pak Hi-jong (2)                  | Maxim Tomilov    | Valentyn Sypavin                | 34.-35. Mirek Matějec     | 65        |
| SP 2014 | Maxim Tomilov (2)                | Pak Hi-jong      | Alexej Tomilov                  | 28. Jan Straka            | 70        |
| SP 2015 | Maxim Tomilov (3)                | Pak Hi-jong      | Alexej Tomilov                  | —                         | 76        |
| SP 2016 | Maxim Tomilov (4)                | Pak Hi-jong      | Janez Svoljšak                  | —                         | 61        |
| SP 2017 | Pak Hi-jong (3)                  | Nikolaj Kuzovlev | Maxim Tomilov                   | —                         | 63        |
| SP 2018 | Maxim Tomilov (5)                | Alexej Děngin    | Mohammadreza Safdarian Korouyeh | —                         | 70        |
| SP 2019 | Nikolaj Kuzovlev                 | Pak Hi-jong      | Yannick Glatthard               | —                         | 74        |
| SP 2020 | Louna Ladevant                   | Nikolaj Kuzovlev | Kwon Younghye                   | —                         | 52        |
| SP 2023 | Louna Ladevant                   | Pak Hi-jong      | Benjamin Bosshard               | —                         | 59        |

### Muži rychlost
| Rok     | Vítěz                | 2. místo           | 3. místo                        | Další pořadí          | Závodníků |
| ------- | -------------------- | ------------------ | ------------------------------- | --------------------- | --------- |
| SP 2000 | neznámá vlajka       | neznámá vlajka     | neznámá vlajka                  | Česko                 |           |
| SP 2001 | neznámá vlajka       | neznámá vlajka     | neznámá vlajka                  | Česko                 |           |
| SP 2002 | neznámá vlajka       | neznámá vlajka     | neznámá vlajka                  | Česko                 |           |
| SP 2003 | neznámá vlajka       | neznámá vlajka     | neznámá vlajka                  | Česko                 |           |
| 2004    | —                    | —                  | —                               | —                     | —         |
| 2005    | —                    | —                  | —                               | —                     | —         |
| SP 2006 | Maxim Vlasov         | Urs Odermatt       | Igor Fajzullin                  | 24. Jiří Pelikán      | 49        |
| SP 2007 | Alexandr Matvějev    | Nikolaj Šved       | Igor Fajzullin                  | —                     | 33        |
| SP 2008 | Matevž Vukotič       | Maxim Tomilov      | Kirill Kolčegošev               | 15.-16. Jiří Pelikán  | 28        |
| SP 2009 | Pavel Guljajev (1)   | neznámá vlajka     | neznámá vlajka                  | —                     | 37        |
| SP 2010 | Pavel Guljajev (2)   | Pavel Batušev      | Igor Fajzullin                  | 22. Mirek Matějec     | 42        |
| SP 2011 | Pavel Batušev        | Pavel Guljajev     | Maxim Tomilov                   | 41.-43. Mirek Matějec | 53        |
| SP 2012 | Kirill Kolčegošev    | Alexej Tomilov     | Pavel Batušev                   | 20. Milan Dvořáček    | 74        |
| SP 2013 | Jegor Trapeznikov    | Ivan Spicyn        | Pavel Guljajev                  | 57. Mirek Matějec     | 69        |
| SP 2014 | Nikolaj Kuzovlev (1) | Vladimir Kartašev  | Alexej Vagin                    | —                     | 64        |
| SP 2015 | Nikolaj Kuzovlev (2) | Vladimir Kartašev  | Jegor Trapeznikov               | 25. Milan Dvořáček    | 84        |
| SP 2016 | Maxim Tomilov        | Alexej Vagin       | Vladimir Kartašev               | 26. Milan Dvořáček    | 56        |
| SP 2017 | Vladimir Kartašev    | Radomir Proščenko* | Leonid Malych                   | 26. Milan Dvořáček    | 54        |
| SP 2018 | Nikolaj Kuzovlev (3) | Ivan Spicyn        | Anton Nemov                     | —                     | 61        |
| SP 2019 | Anton Nemov (1)      | Nikolaj Kuzovlev   | Vladislav Iurlov                | —                     | 66        |
| SP 2020 | Anton Nemov (2)      | Nikita Glazyrin    | Nikolaj Kuzovlev                | —                     | 54        |
| SP 2023 | Mohsen Beheshti Rad  | Myungwook Yang     | Mohammadreza Safdarian Korouyeh | —                     | 45        |

- Doping: v roce 2017 byl z posledního závodu SP 2017 diskvalifikován Pavel Batušev a tím došlo ke změně celkového pořadí[7]

### Ženy obtížnost
| Rok     | Vítěz                   | 2. místo             | 3. místo            | Další pořadí           | Závodníků |
| ------- | ----------------------- | -------------------- | ------------------- | ---------------------- | --------- |
| SP 2000 | Kim Czizmazia           | neznámá vlajka       | neznámá vlajka      | Česko                  |           |
| SP 2001 | Ines Papert (1)         | neznámá vlajka       | neznámá vlajka      | Česko                  |           |
| SP 2002 | Ksenia Sdobnikova       | Ines Papert          | neznámá vlajka      | Česko                  |           |
| SP 2003 | Ines Papert (2)         | Ksenia Sdobnikova    | Kirsten Buchmann    | —                      | 21        |
| 2004    | —                       | —                    | —                   | —                      | —         |
| 2005    | —                       | —                    | —                   | —                      | —         |
| SP 2006 | Ines Papert (3)         | Anna Torretta        | Stéphanie Maureau   | 16.-17. Jitka Mázlová  | 29        |
| SP 2007 | Jenny Lavarda (1)       | Petra Müller         | Stéphanie Maureau   | —                      | 28        |
| SP 2008 | Jenny Lavarda (2)       | Petra Müller         | Natalija Kulikovová | 11. Lucie Hrozová      | 27        |
| SP 2009 | Marija Tolokoninová (1) | Angelika Rainer      | Stéphanie Maureau   | 4. Lucie Hrozová       | 24        |
| SP 2010 | Anna Galljamovová (1)   | Angelika Rainer      | Stéphanie Maureau   | 5. Lucie Hrozová       | 32        |
| SP 2011 | Anna Galljamovová (2)   | Lucie Hrozová        | Sin Un-son          | —                      | 56        |
| SP 2012 | Angelika Rainer (1)     | Marija Tolokoninová  | Anna Galljamovová   | 4. Lucie Hrozová       | 48        |
| SP 2013 | Marija Tolokoninová (2) | Angelika Rainer      | Sin Un-son          | 4. Lucie Hrozová       | 53        |
| SP 2014 | Marija Tolokoninová (3) | Angelika Rainer      | Sin Un-son          | 6. Lucie Hrozová       | 60        |
| SP 2015 | Angelika Rainer (2)     | Petra Klinglerová    | Song Han Na Le      | —                      | 68        |
| SP 2016 | Marija Tolokoninová (4) | Jekatěrina Vlasovová | Song Han Na Le      | —                      | 48        |
| SP 2017 | Song Han Na Le          | Angelika Rainer      | Marija Tolokoninová | —                      | 51        |
| SP 2018 | Sin Un-son              | Marija Tolokoninová  | Song Han Na Le      | 56.-57. Aneta Loužecká | 61        |
| SP 2019 | Marija Tolokoninová (5) | Sin Un-son           | Eimir McSwiggan     | 48. Aneta Loužecká     | 59        |
| SP 2020 | Marija Tolokoninová (6) | Sin Un-son           | Sina Goetz          | 36.-37. Aneta Loužecká | 52        |
| SP 2023 | Petra Klinglerová       | Sina Goetz           | Sin Un-son          | 38. Aneta Loužecká     | 47        |

### Ženy rychlost
| Rok     | Vítěz                                              | 2. místo                 | 3. místo                 | Další pořadí               | Závodníků |
| ------- | -------------------------------------------------- | ------------------------ | ------------------------ | -------------------------- | --------- |
| SP 2000 | neznámá vlajka                                     | neznámá vlajka           | neznámá vlajka           | Česko                      |           |
| SP 2001 | neznámá vlajka                                     | neznámá vlajka           | neznámá vlajka           | Česko                      |           |
| SP 2002 | Ines Papert                                        | neznámá vlajka           | neznámá vlajka           | Česko                      |           |
| SP 2003 | neznámá vlajka                                     | neznámá vlajka           | neznámá vlajka           | Česko                      |           |
| 2004    | —                                                  | —                        | —                        | —                          | —         |
| 2005    | —                                                  | —                        | —                        | —                          | —         |
| SP 2006 | Julija Olejnikovová (1)                            | Natalija Kulikovová      | Marija Šabalina          | —                          | 15        |
| SP 2007 | Marija Šabalina (1)                                | Maria Muravyeva          | Mariam Filippovová       | —                          | 7         |
| SP 2008 | Marija Tolokoninová (2)                            | neznámá vlajka           | neznámá vlajka           | 11. Jitka Mázlová          | 13        |
| SP 2009 | Marija Tolokoninová (3)                            | Mariam Filippovová       | Julija Olejnikovová      | —                          | 11        |
| SP 2010 | Naděžda Šubinová                                   | Viktoria Shabalina       | Mariam Filippovová       | 16.-17. Lucie Hrozová      | 28        |
| SP 2011 | Marija Tolokoninová (4)                            | Natalija Kulikovová      | Irina Bagaeva            | 14. Lucie Hrozová          | 36        |
| SP 2012 | Mariam Filippovová (1)                             | Marija Krasavinová       | Marija Tolokoninová      | —                          | 34        |
| SP 2013 | Julija Olejnikovová (2)                            | Mariam Filippovová       | Jekatěrina Feoktistovová | —                          | 30        |
| SP 2014 | Mariam Filippovová (2)                             | Jekatěrina Feoktistovová | Natalija Kulikovová      | —                          | 38        |
| SP 2015 | Jekatěrina Feoktistovová                           | Jekatěrina Koščejevová   | Marija Krasavinová       | —                          | 52        |
| SP 2016 | Marija Tolokoninová (5)                            | Jekatěrina Koščejevová   | Mariam Filippovová       | —                          | 32        |
| SP 2017 | Marija Tolokoninová (6) Jekatěrina Koščejevová (1) | —                        | Jekatěrina Feoktistovová | 19.-21. Karolína Matušková | 29        |
| SP 2018 | Jekatěrina Koščejevová (2)                         | Natalja Běljajevová      | Jekatěrina Feoktistovová | 24. Aneta Loužecká         | 36        |
| SP 2019 | Jekatěrina Koščejevová (3)                         | Marija Tolokoninová      | Natalja Savická          | 25. Aneta Loužecká         | 51        |
| SP 2020 | Marija Tolokoninová (7)                            | Valerija Bogdanová       | Alena Vlasova            | 8. Aneta Loužecká          | 46        |
| SP 2023 | Vivien Labarile                                    | Olga Kosek               | Marion Thomas            | 12. Aneta Loužecká         | 34        |

### Čeští vítězové a medailisté
v celkovém hodnocení SP
| Rok     | Disciplína | Lezec/lezkyně | Zlato | Stříbro          | Bronz |
| ------- | ---------- | ------------- | ----- | ---------------- | ----- |
| SP 2011 | Obtížnost  | Lucie Hrozová |       | Stříbrná medaile |       |

v jednotlivých závodech SP
| Datum a Místo | Ročník  | Disciplína | Lezec/lezkyně  | Zlato         | Stříbro          | Bronz            |
| ------------- | ------- | ---------- | -------------- | ------------- | ---------------- | ---------------- |
| Daone         | SP 2009 | obtížnost  | Lucie Hrozová  |               |                  | Bronzová medaile |
| Bușteni       | SP 2009 | obtížnost  | Lucie Hrozová  |               |                  | Bronzová medaile |
| Daone         | SP 2010 | obtížnost  | Lucie Hrozová  |               |                  | Bronzová medaile |
| Čchongsong    | SP 2011 | obtížnost  | Lucie Hrozová  |               |                  | Bronzová medaile |
| Saas-Fee      | SP 2011 | obtížnost  | Lucie Hrozová  |               | Stříbrná medaile |                  |
| Kirov         | SP 2011 | obtížnost  | Lucie Hrozová  |               | Stříbrná medaile |                  |
| Čchongsong    | SP 2012 | obtížnost  | Lucie Hrozová  |               |                  | Bronzová medaile |
| Vanoise       | SP 2012 | obtížnost  | Lucie Hrozová  |               |                  | Bronzová medaile |
| Kirov         | SP 2012 | obtížnost  | Lucie Hrozová  |               | Stříbrná medaile |                  |
| Saas-Fee      | SP 2013 | obtížnost  | Lucie Hrozová  |               |                  | Bronzová medaile |
| Bușteni       | SP 2013 | obtížnost  | Lucie Hrozová  | Zlatá medaile |                  |                  |
| Kirov         | SP 2013 | obtížnost  | Lucie Hrozová  |               |                  | Bronzová medaile |
| Čchongsong    | SP 2023 | rychlost   | Aneta Loužecká |               | Stříbrná medaile |                  |